# Vessuro
Vessuro. também conhecido como Vessorú, é uma aldeia e suco localizada no posto administrativo de Uato-Lari, no município de Viqueque, em Timor-Leste. Em 2022, o suco tinha 1.701 habitantes, dos quais 876 são homens e 825 são mulheres. O suco de Vessuro forma um assentamento fechado com a vila de Binita, e é atravessado pelas ribeiras de Borouai.e Oiqui.

## História
Existem apenas tradições orais da história pré-colonial local. Vessuro só aparece nos registos portugueses no final do século XVII. Em 1698 o dominicano Manuel de Santo António visitou o império. Babulo era provavelmente vassalo de Vessuro, enquanto o próprio Vessuro era subordinado a Luca nos séculos XVIII e XIX. Vessuro supostamente controlava a costa de Beaço a Iliomar naquela época. Os portugueses só estabeleceram uma presença permanente na região no século XX.
Segundo a lenda, os habitantes de Vessuro são descendentes de um “irmão mais novo” do império de Luca. Durante os tempos em que chegou à região, os Mane Hitu (Sete Irmãos) travavam guerra contra o Império de Builo. Os irmãos pediram aos ancestrais de Vessuro que mediassem uma paz duradoura e em troca ofereceram um pedaço de terra para se estabelecerem. Segundo fontes de Babulo, o terreno entre os rios Belia e Saqueto localizava-se a oeste da atual Uato-Lari, longe do suco de Vessuro. Vessuro nunca desistiu completamente de suas reivindicações sobre a terra, mas a aliança seria garantida por meio do casamento. Nai Mesak, uma representante Daralari de Babulo, foi escolhida como noiva e especificamente designada para guardar as fontes Bee Matan Saquato e Bee Matan Lobuto. Ela se tornou a guardiã da água (em tétum bee nain, em naueti wai bu'u). Essa tarefa foi passada da mãe para os filhos e seus descendentes. Diz-se, portanto, que o governante de Vessuro tem um poder especial sobre as criaturas da água, especialmente enguias e crocodilos. Quando o Liurai Humberto morreu em 2004, quatro crocodilos teriam aparecido no riacho perto de sua casa e ficaram de luto por quatro dias.
Na mitologia, o “irmão mais novo de Luca” torna-se o rei do submundo (liurai rai oos) e a mulher Daralari torna-se a “irmã mais velha” ou “filha” do Mane Hitu. Então Nai Mesak foi até a fonte do Belia buscar água. De volta a sua casa, ela percebeu que havia perdido o grampo (ikan modok). Segundo a lenda, quando ela procurava a agulha na fonte, apareceu um peixe verde e amarelo e perguntou o que ela procurava. Nai Mesak respondeu: “Estou procurando meu grampo”. O peixe respondeu: “A agulha está na água”, e então Nai Mesak desapareceu na água e retornou ao submundo. Seus servos procuraram por ela o dia todo, mas não conseguiram encontrá-la. À noite um dos servos sonhou com a busca e encontrou Nai Mesak ao lado do Rei do Submundo como sua rainha. O rei disse ao servo: “Seu rei e Nai Mesak não podem retornar. "Vá e diga ao seu Liurai para construir um recinto para búfalos." Quando ele acordou, o servo relatou ao seu Liurai. Com muita tristeza, conforme ordenado, construíram durante sete dias o recinto, que foi chamado de Tapalu . Então, à noite, um búfalo aquático apareceu da nascente, seguido por mais búfalos vermelhos, pretos e listrados (makerek, em português coloridos). O último búfalo carregava nos chifres um disco dourado (belak), contas de vidro (morten) e uma espada (surik). O Liurai reconheceu os presentes como suficientes para sua irmã e interrompeu o fluxo com uma vara. Um acordo surgiu no local. A lenda reflecte-se em deduções sobre a relação entre Luca e outros impérios ao longo da costa sul de Timor e na região de Baucau/Viqueque. As alianças foram cimentadas usando a água como meio e o casamento.
Segundo os registos coloniais, o Império Babulo dos Naueti era a potência dominante da região, em conflito com Builo a noroeste. O poder colonial português finalmente enviou Tomás dos Reis Amaral, um descendente da família governante de Luca, como governante de Uaitame e Vessuro em meados da década de 1910 e colocou-o como administrador de Uato-Lari hierarquicamente acima do governante de Babulo. O governante de Luca garantiu o fim do conflito.
No final de 1979, existia um campo indonésio em Vessuro para timorenses que seriam realocados pelos ocupantes para melhor controlo.

## Aldeias
- Baha-o
- Bahabuga
- Balabasiba (Balabaciba)
- Culudere
- Matau
- Mauboro
- Uani Uma[6]